# Nikolaus Mollyn
Nicolaus Mollyn (c. 1550/1555-1625) fue un impresor de libros letón de origen belga, el primero en establecer una imprenta en Riga. Nacido en Amberes, abandonó su región natal, probablemente debido al creciente malestar religioso en la zona, y se estableció en Riga en 1588. A partir de 1591 fue empleado formal del ayuntamiento como impresor municipal y a partir de 1597 el ayuntamiento también pagó su alojamiento. Sólo se han conservado 179 obras impresas por Mollyn; muchas de ellas fueron destruidas por el bombardeo durante la Segunda Guerra Mundial. El espectro de su actividad de impresión fue amplio y abarcó desde obras de teología y libros escolares hasta literatura y obras de historia. En 1615 fue el primero en imprimir un libro en lengua letona en el territorio actual de Letonia.

## Biografía
Es muy probable que Nicolaus Mollyn fuera de origen flamenco. Su padre es probablemente el mismo que Jan Mollijns, un impresor de libros activo en Amberes alrededor de 1532. Era protestante y fue expulsado de la ciudad durante algún tiempo por imprimir libros que no gustaban a la Iglesia católica. Tras su muerte, su hijo Nikolaus se hizo cargo del negocio de imprenta. Es posible que él o su familia en algún momento hubieran colaborado con Cristóbal Plantino. Nikolaus Mollyn, protestante como su padre, abandonó Amberes debido al creciente malestar religioso en la zona y se estableció inicialmente en Ámsterdam alrededor de 1586-1587. Al año siguiente su nombre aparece por primera vez en Riga, donde permanecería el resto de su vida. De esta forma se convirtió en el primer impresor de libros que operó en Riga. Antes de la llegada de Mollyn, los libros para uso en Riga se habían impreso en ciudades alemanas, holandesas y polacas.

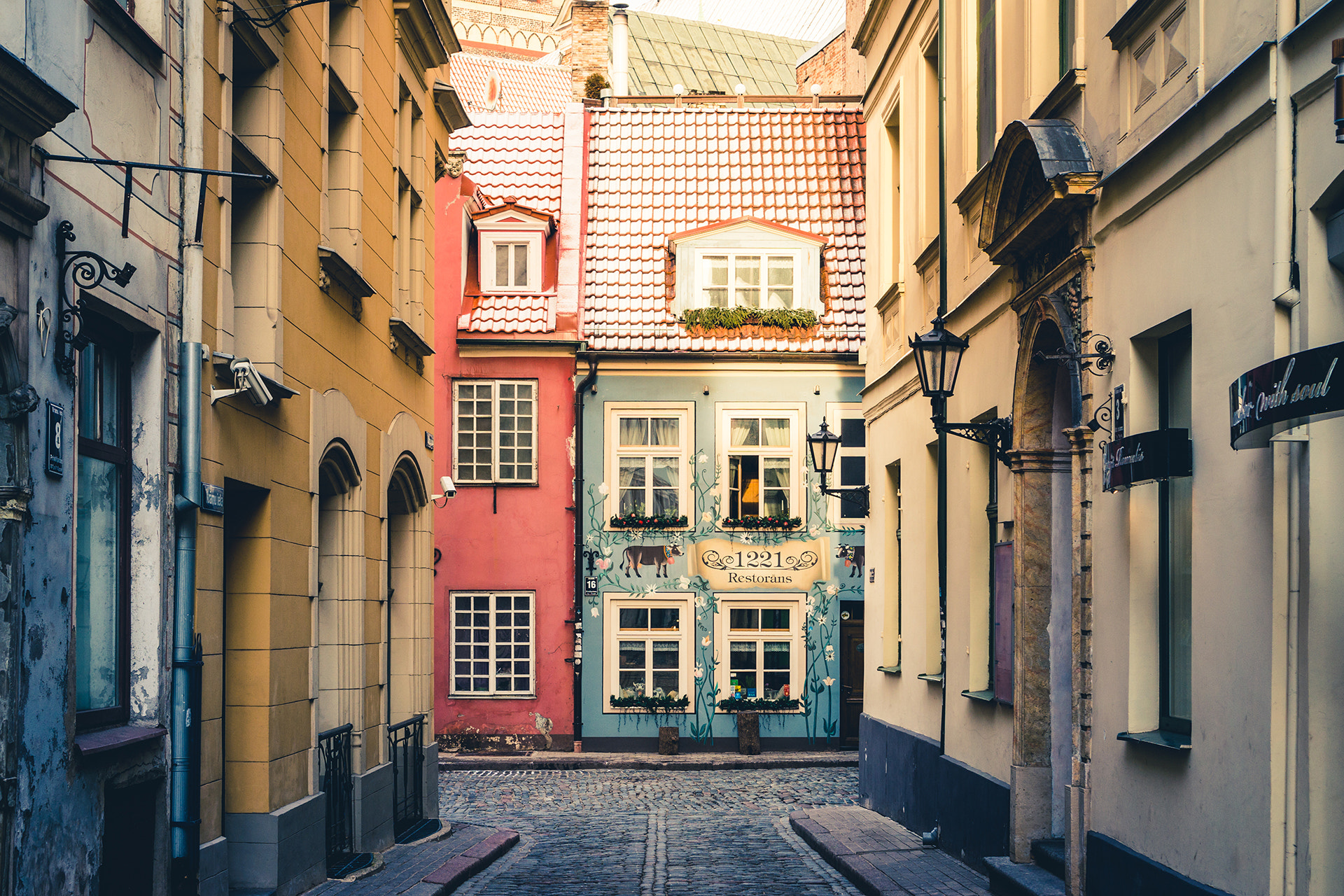
Krāmu iela en Riga, la calle donde Mollyn tenía su casa y su imprenta.

Mollyn había sido invitado a Riga por David Hilchen, quien era síndico o asesor legal del ayuntamiento, y un escritor y humanista del Renacimiento. La casa de Mollyn (que ya desapareció) y su taller estaban ubicados en la actual Krāmu iela (Calle Kramu). Durante los dos primeros años en Riga, Hilchen pagó personalmente los gastos de Mollyn, pero a partir de 1591 fue contratado formalmente por el ayuntamiento como impresor de la ciudad. Esto significaba que estaba obligado a priorizar el material de impresión para el ayuntamiento, la iglesia y las escuelas de la ciudad, y tenía prohibido imprimir material objetable para el ayuntamiento o la iglesia. Recibía un salario anual y a partir de 1597 también alojamiento gratuito pagado por el ayuntamiento. Ese mismo año se casó su hija y, junto con su yerno, también emprendió su actividad y regentó una librería propiamente dicha, con la aprobación del consejo. Mollyn pronto disfrutó de un monopolio casi completo sobre el comercio de libros en la ciudad.
Sin embargo, los primeros años del siglo XVII fueron una época difícil para Mollyn. Los disturbios religiosos y políticos y la llegada de la peste en 1603 tuvieron un impacto negativo en los negocios. La ciudad fue sitiada en 1601 durante la guerra polaco-sueca, y los barcos de guerra suecos restringieron el acceso de suministros vitales como papel y libros para Mollyn. Después de que la ciudad fuera conquistada por los suecos en 1621, las cosas mejoraron para el comercio de libros. Su privilegio como impresor de la ciudad fue reafirmado por las nuevas autoridades suecas y las reproducciones de sus obras por otros impresores fueron prohibidas en todo el territorio sueco. A medida que los suecos también abrieron nuevas escuelas en Riga y Tallin, y más tarde la Universidad de Tartu, sus oportunidades de negocio en la región en general también se expandieron. Sin embargo, Mollyn sólo pudo disfrutar brevemente de los frutos de estas mejoras, ya que murió en algún momento antes del verano de 1625, probablemente en relación con otro brote de peste. El negocio lo continuó su yerno, pero él también murió un año después. Las prensas fueron vendidas a un tal Gerhardt Schröder, quien se convirtió en el nuevo impresor de la ciudad hasta 1657.

## Obras

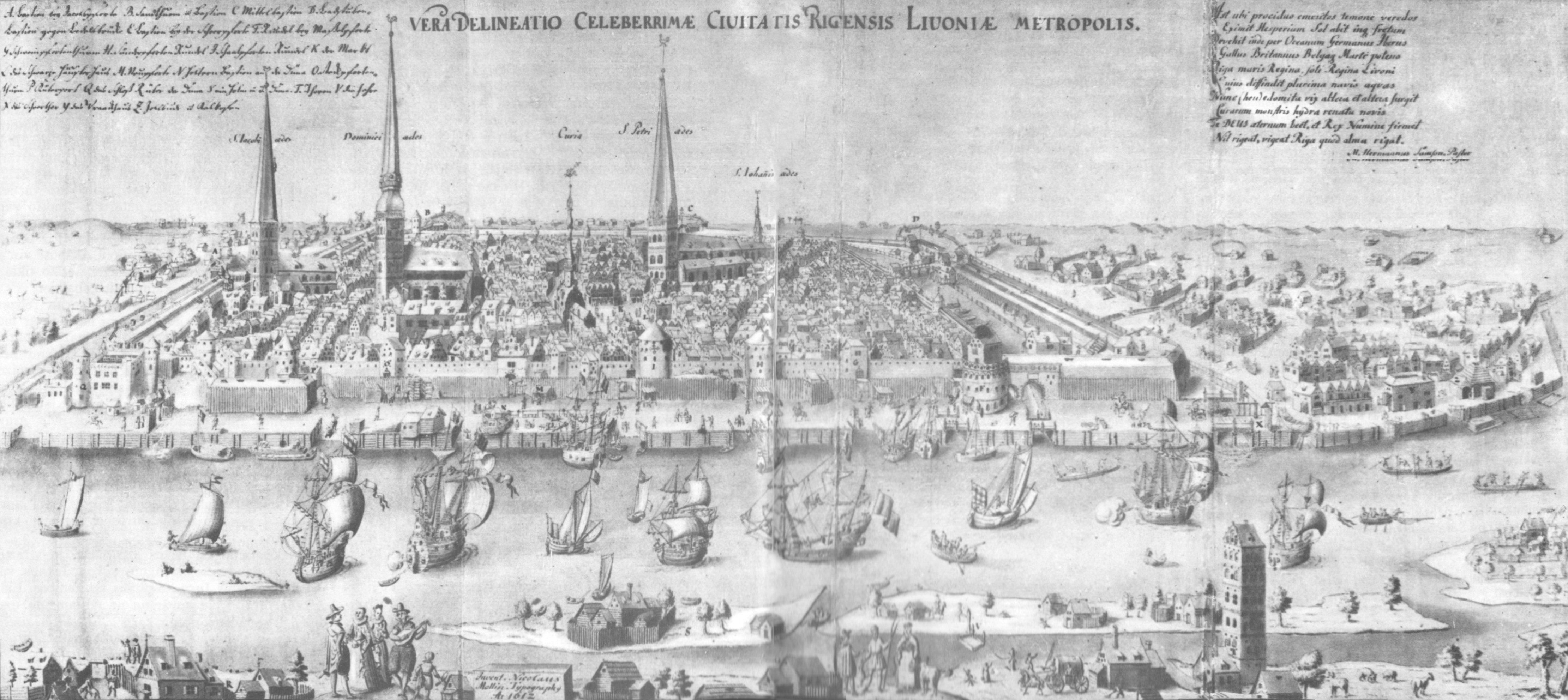
Vista de Riga, 1612, impresa por Mollyn.

Se sabe que sólo se han conservado 179 obras impresas en las imprentas de Mollyn. Muchos se perdieron durante la Primera Guerra Mundial y, especialmente, la  Segunda Guerra Mundial, cuando fueron bombardeados la biblioteca municipal de Riga, la Casa de los Cabezas Negras y el museo provincial de Jelgava, que albergaba varias obras de Mollyn. La mayoría de las obras conservadas impresas por Mollyn se encuentran en la Biblioteca Nacional de Letonia y en la biblioteca académica de la Universidad de Letonia  También se encuentran cantidades menores en colecciones de San Petersburgo, Tallin, Tartu y Helsinki.
De las 179 obras impresas por Mollyn, 126 estaban en latín, 48 en alemán, tres en letón y una en sueco y finlandés. En 1615 fue el primero en imprimir un libro en lengua letona en el actual territorio de Letonia. (El primer libro impreso en letón fue obra de Georg Osterberger en Königsberg en 1553.) La gama de temas era amplia: teología y libros para la iglesia, libros de texto para las escuelas de la ciudad, publicaciones del ayuntamiento, pero también obras literarias como clásicos latinos y literatura humanística, por ejemplo poemas de Daniel Hermann. De sus imprentas también salieron numerosos libros científicos e históricos, así como un detallado grabado en cobre con una vista de Riga fechada en 1612.